# Wybory prezydenckie w Stanach Zjednoczonych w 1876 roku

Mapa wyborcza Stanów Zjednoczonych w 1876 roku. Liczba na mapie określa liczbę przedstawicieli stanu w Kolegium Elektorów

Wybory prezydenckie w Stanach Zjednoczonych w 1876 roku – dwudzieste trzecie wybory prezydenckie w historii Stanów Zjednoczonych. Na urząd prezydenta wybrano Rutherforda Hayesa, a wiceprezydentem został William Wheeler.

## Kampania wyborcza
Wybory prezydenckie w 1876 roku były ostatnimi, przypadającymi na okres rekonstrukcji kraju. Społeczeństwo rozczarowane nadużyciami w administracji publicznej, podczas drugiej kadencji Granta, coraz częściej powierzało władzę demokratom w wyborach do Kongresu i władz stanowych. Republikanie zachowali władzę jedynie w Karolinie Południowej, Luizjanie i Florydzie. W wyborach z 1876 roku w tych trzech stanach powstały dwa osobne samorządy: republikański i demokratyczny, wzajemnie oskarżające się o sfałszowanie wyborów. W czerwcu tego roku, delegaci republikańscy zebrali się na konwencji w Cincinnati i w siódmym głosowaniu nominowali na prezydenta Rutherforda Hayesa. Nominację wiceprezydencką uzyskał William Wheeler. Demokraci wystawili kandydaturę nowojorskiego gubernatora Samuela Tildena. Kandydatem Greenback Party został Peter Cooper.
W czasie zliczania głosów z poszczególnych stanów szacowano, że Tilden ma zapewnione 184 głosy elektorskie, podczas gdy Hayesowi przypadało 166. Sytuacja ta oznaczała, że do elekcji demokracie brakowało jednego głosu. Jednakże z Karoliny Południowej, Luizjany i Florydy napłynęły dwa różne komplety wyników, od dwóch samorządów. Czarnoskórzy wyborcy z tych stanów byli zastraszani przez rasistów i Ku Klux Klan. Komisje wyborcze natomiast były kontrolowane przez republikańskie władze federalne. Aby rozstrzygnąć spór przewodniczący pro tempore Senatu miał przeliczyć głosy w obecności obu Izb Kongresu. Powołał on zatem komisję składającą się z pięciu kongresmanów, pięciu senatorów i pięciu członków Sądu Najwyższego (w piętnastoosobowy skład wchodziło 7 demokratów, 7 republikanów i jeden niezależny). Jedyny niezależny członek komisji, sędzia David Davis został jednak wybrany do Senatu i ustąpił z komisji. Ponieważ demokraci nie mieli więcej reprezentantów w Sądzie Najwyższym, miejsce Davisa zajął republikanin Joseph P. Bradley. Komisja przegłosowała sporne głosy na korzyść Hayesa stosunkiem głosów 8:7. Kontrowersje budził także jeden głos elektorski z Oregonu, który komisja także przyznała republikańskiemu kandydatowi. Rozzłoszczeni demokraci usiłowali opóźnić przeliczanie głosów, tak by Hayes nie mógł objąć urzędu w konstytucyjnym terminie 4 marca. Aby zapobiec paraliżowi egzekutywy, republikanie doprowadzili do kompromisu, poprzez obietnicę wycofania wojsk z Południa, mianowania Południowca poczmistrzem generalnym i poparcia żądań dofinansowania dla rozwoju kolejnictwa. Badacze historii amerykańskiej uznali, że Hayesowi słusznie przyznano głosy Karoliny Południowej i Luizjany, lecz niesłusznie otrzymał głosy Florydy, zatem prezydentem powinien zostać Samuel J. Tilden.

## Kandydaci

### Partia Zwolenników Papierowego Pieniądza

Peter Cooper

### Partia Demokratyczna

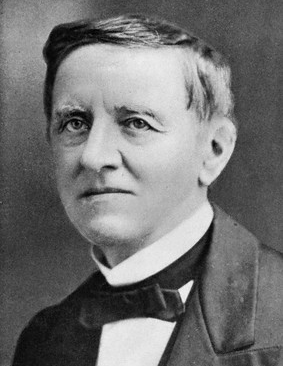
Samuel J. Tilden
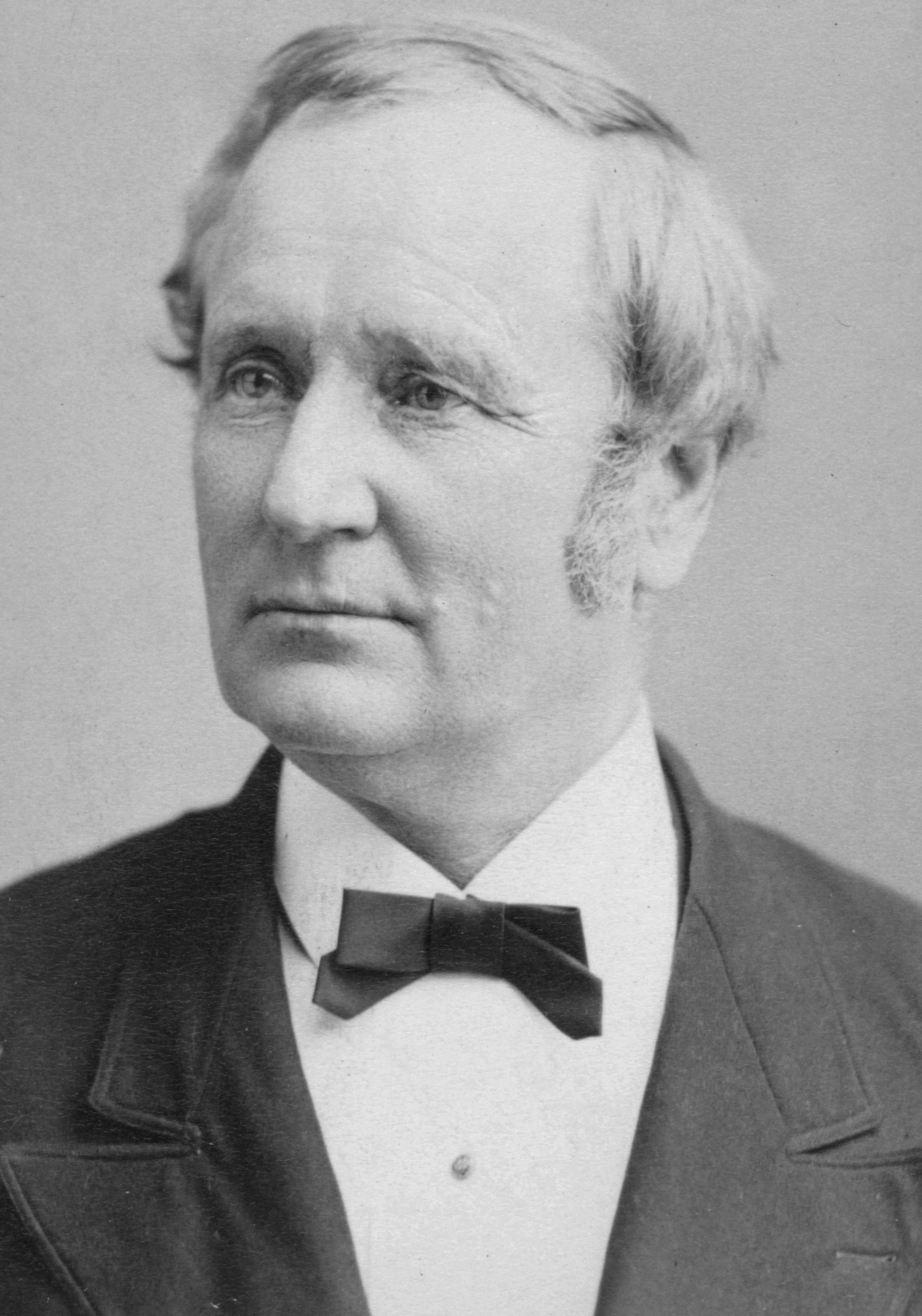
Thomas Hendricks

### Partia Republikańska

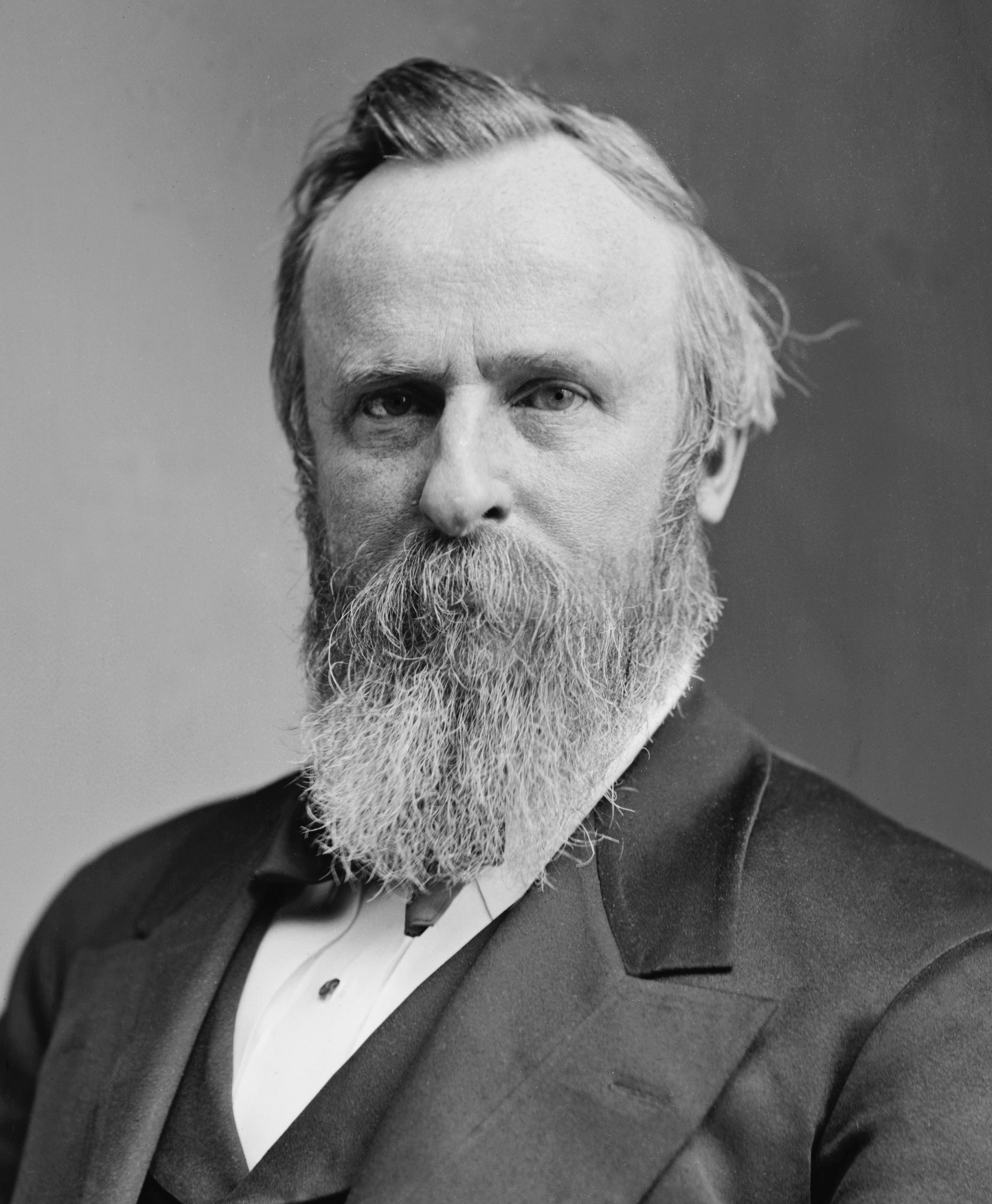
Rutherford Hayes
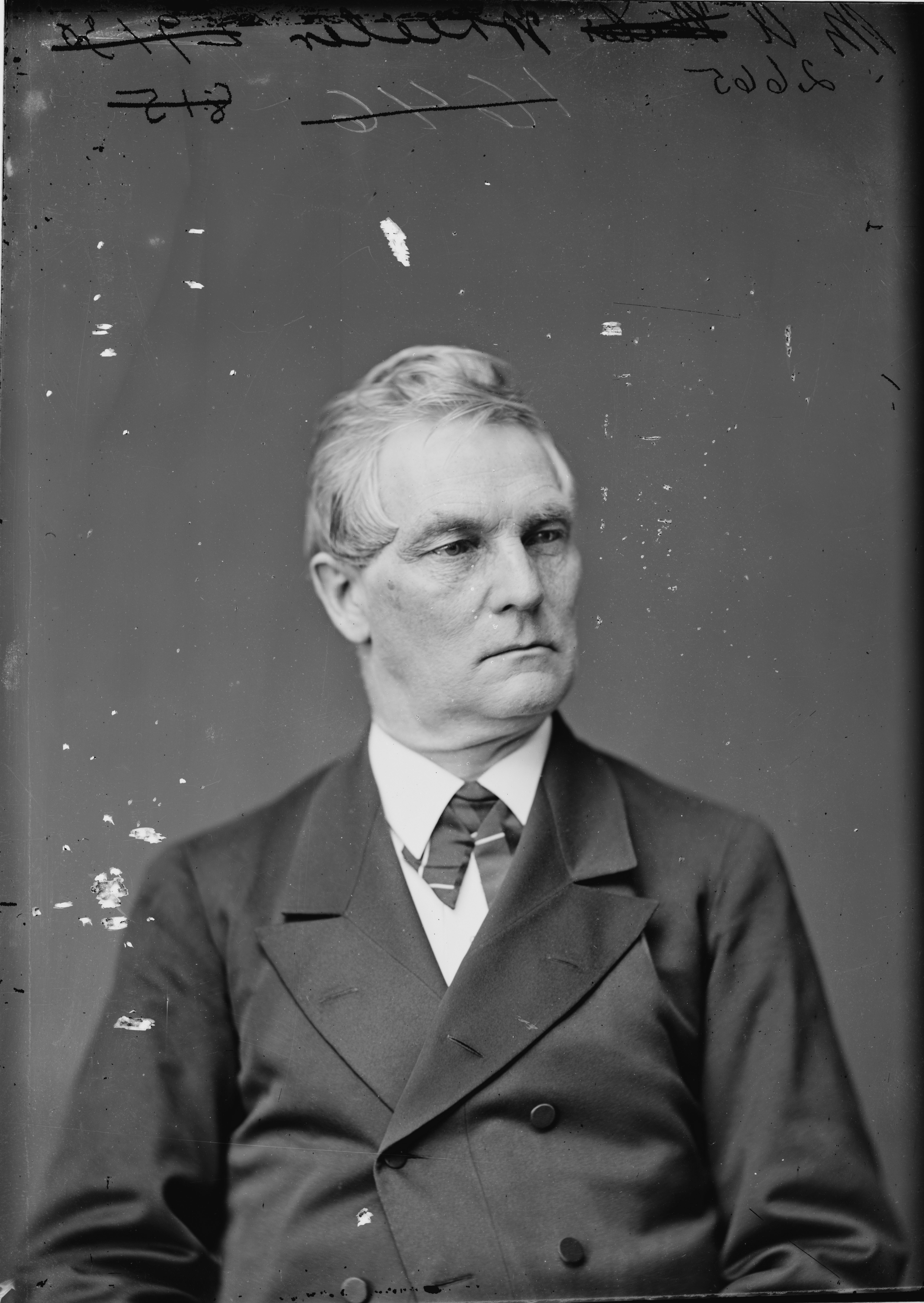
William Wheeler

## Wyniki głosowania
Głosowanie powszechne odbyło się 7 listopada 1876. Tilden uzyskał 51% poparcia, wobec 48% dla Hayesa i 0,9% dla Petera Coopera. Ponadto, nieco ponad 14000 głosów oddano na niezależnych elektorów, głosujących na innych kandydatów. Frekwencja wyniosła 81,8%. W głosowaniu Kolegium Elektorów Hayes uzyskał 185 głosów, czyli wymagane minimum. Tilden otrzymał 1 głos elektorski mniej. W głosowaniu wiceprezydenckim zwyciężył William Wheeler, uzyskując 185 głosów przy 184 głosach dla Thomasa Hendricksa.
Rutherford Hayes został zaprzysiężony 3 marca 1877 roku.
| Kandydat na prezydenta | Partia                                   | Głosowanie powszechne | Głosowanie powszechne | Kolegium Elektorów |
| Kandydat na prezydenta | Partia                                   | Głosy                 | Procent               | Kolegium Elektorów |
| ---------------------- | ---------------------------------------- | --------------------- | --------------------- | ------------------ |
| Rutherford Hayes       | Partia Republikańska                     | 4 034 311             | 48,0%                 | 185                |
| Samuel J. Tilden       | Partia Demokratyczna                     | 4 288 546             | 51,1%                 | 184                |
| Peter Cooper           | Partia Zwolenników Papierowego Pieniądza | 75 973                | 0,9%                  | 0                  |
| Łącznie                | Łącznie                                  | Łącznie               | Łącznie               | 369                |

| Kandydat na wiceprezydenta | Partia               | Kolegium Elektorów |
| -------------------------- | -------------------- | ------------------ |
| William Wheeler            | Partia Republikańska | 185                |
| Thomas Hendricks           | Partia Demokratyczna | 184                |
| Łącznie                    | Łącznie              | 369                |